# 디팩 초프라
디팍 초프라(दीपक चोपड़ा, Deepak Chopra, 1946년 10월 22일 ~ )는 인도계 미국인 연설가이자, 아유르베다와 영성에 관해 집필한 작가이다. 직업은 내분비학자였으나, 늦게나마 대체 의학에 관심을 가지기 시작하였다. 그는 그의 직업을 갖기 이전, 1980년대 뉴에이지 영성과 대체 의학에 대한 자기 개선 책들을 출판함으로써, 마하리시 마헤쉬 요기의 최고의 조수가 되었다.

## 저서
- 『완전한 삶』
- 『더 젊게 오래 사는 법』
- 『사람은 왜 늙는가』
- 『마음의 기적』
- 『죽음 이후의 삶』
- 『붓다』
- 『사람의 아들 붓다』
- 『제 3의 예수』
- 『예수 깨달음의 이야기』
- 『중독보다 강한』
- 『학교에서 가르쳐주지 않는 일곱 가지 지혜』
- 『영혼을 깨우는 100일간의 여행』
- 『바라는 대로 이루어진다』
- 『풍요로운 삶』
- 『성공을 부르는 일곱 가지 영적 법칙』
- 『마법사의 길』(The Way of the Wizard)

## 같이 보기
- 인도계 미국인